# Xirólofos
Xirólofos är en ort i Grekland.   Den ligger i prefekturen Thesprotia och regionen Epirus, i den västra delen av landet, 300 km nordväst om huvudstaden Aten. Xirólofos ligger 111 meter över havet och antalet invånare är 206.
Terrängen runt Xirólofos är kuperad åt sydväst, men åt nordost är den bergig. Xirólofos ligger nere i en dal. Runt Xirólofos är det ganska glesbefolkat, med 28 invånare per kvadratkilometer. Närmaste större samhälle är Paramythiá, 6,3 km norr om Xirólofos. Trakten runt Xirólofos består till största delen av jordbruksmark.